# Dobó Gyula (labdarúgó)
Dobó Gyula (1891. – 1955. július 19. előtt ) magyar válogatott labdarúgó, csatár.

## Pályafutása

### Klubcsapatban
A BTC labdarúgója volt. A csapattal egy bajnoki bronzérmet szerzett. Tagja volt az MTK 1921–22-es bajnokcsapatának. 1925–26-ban az olasz harmadosztályú Empoli csapatában játszott. Gólerős csatár volt. Technikás kivételesen gyors jobbszélső volt. Futtából is jó beadásokat ívelt a kapu elé.

### A válogatottban
1910 és 1913 között három alkalommal szerepelt a magyar labdarúgó-válogatottban és két gólt szerzett.

## Sikerei, díjai
- Magyar bajnokság
  - Bajnok: 1921–22
  - Bronzérmes: 1908–09

## Statisztika

### Mérkőzései a válogatottban
| Magyarország | Magyarország      | Magyarország                    | Magyarország | Magyarország | Magyarország | Magyarország  | Magyarország | Magyarország |
| #            | Dátum             | Helyszín                        | Hazai        | Eredmény     | Vendég       | Kiírás        | Gólok        | Esemény      |
| ------------ | ----------------- | ------------------------------- | ------------ | ------------ | ------------ | ------------- | ------------ | ------------ |
| 1.           | 1910. május 1.    | Bécs, Hohe Warte                | Ausztria     | 2 – 1        | Magyarország | barátságos    | 1            | 8'           |
| 2.           | 1910. május 26.   | Budapest, Millenáris-pálya      | Magyarország | 6 – 1        | Olaszország  | barátságos    | 1            | 75'          |
| 3.           | 1913. október 26. | Budapest, Hungária körúti pálya | Magyarország | 4 – 3        | Ausztria     | Wagner-serleg | -            |              |
|              | Összesen          |                                 |              | 3            | mérkőzés     |               | 2            | gól          |